# LG Optimus Chic
LG Optimus Chic (noto anche come E720) è un telefono di tipo smartphone che funziona tramite il sistema operativo Android di Google Inc.. Esso possiede un processore ARM a 600 MHz, uno schermo da 3,2 pollici di tipo capacitivo e 160 MB di memoria interna (espandibili con memoria esterna fino a 32GB).
Una particolarità di questo telefonino è che permette di vedere film in streaming, immagini e musica connettendosi via wireless ad un qualunque dispositivo DLNA.
Con la fotocamera da 5 megapixel si possono scattare foto e condividerle direttamente sui siti di Social Networking di Internet.
A livello di connettività, questo telefonino supporta la maggior parte delle reti, tra cui HSDPA, HSUPA, Wi-Fi (classi b/g), Bluetooth 2.1 e A-GPS.
Tramite la funzionalità "On-Screen Phone", si può comandare il telefonino direttamente dal proprio PC, quindi si può usare la tastiera del computer per scrivere messaggi SMS e E-Mail e si possono copiare i file dal computer al telefonino tramite la funzionalità "Drag and drop".
Al momento del lancio, il telefonino possiede la versione 2.2 di Android (nome in codice "Froyo"). Successivamente è stato distribuito l'aggiornamento V10b, con il quale si sono risolti diversi bug a cui il telefonino era soggetto, e quest'ultimo è stato aggiornato alla versione di Android 2.2.1.